# اسکات بیکس
اسکات بیکس (انگلیسی: Scott Beeks؛ زادهٔ ۶ ژانویهٔ ۱۹۹۹) بازیکن فوتبال است.